# Fernando Cerulli
Fernando Cerulli (* 19. Januar 1926 in Rom; † 1. Januar 2018 ebenda) war ein italienischer Schauspieler.

## Leben
Cerulli ergriff schon früh den Beruf des Schauspielers; bereits 1942 debütierte er in Il fornaretto di Venezia. Mit einer Hamlet-Produktion neben Giorgio Albertazzi war er auch auf Europa-Tournee.
Bis 1970 nur in einer Handvoll Filmen zu sehen, begann Cerulli, mit sehr hoher Stirn, langer (meist bebrillter) Nase und mager, eine zweite Karriere als Kino-Nebendarsteller in zahlreichen Werken, v. a. in Kriminalfilmen und Komödien. Auch für das Fernsehen war er seit den 1980er Jahren tätig.
Mit seiner dünnen, aber klaren und melodischen Stimme war Cerulli mehrmals als Synchronsprecher verpflichtet.

## Filmografie (Auswahl)
- 1954: Kanaille von Catania (L’arte di arrangiarsi)
- 1970: Spiel dein Spiel und töte, Joe (Un uomo chiamato Apocalisse Joe)
- 1972: Ein Halleluja für zwei linke Brüder (Jesse & Lester due fratelli in un posto chiamato Trinità)
- 1972: Milano Kaliber 9 (Milano calibro 9)
- 1972: Trio der Lust (Byleth)
- 1973: Der Barmherzige mit den schnellen Fäusten (Sentivano… uno strano, eccitante, pericoloso puzzo di dollari)
- 1976: Die Stimme des Todes (Il gatto dagli occhi di giada)
- 1982: Giuseppe Verdi – Eine italienische Legende (Verdi) (Fernseh-Miniserie)
- 2006: La freccia nera (Fernseh-Miniserie)